# Greg Baldwin
Greg Baldwin (sinh ngày 13 tháng 9 năm 1960 ở Grants, New Mexico) là một diễn viên người Mỹ. Lớn lên tại Spring, Texas, hiện anh đang sinh sống tại thung lũng San Fernando với vợ Melissa Baldwin và hai đứa con của họ, Sydney và Cooper. Ông không có mối quan hệ với đồng nghiệp nam diễn viên Alec Baldwin.
Anh đã làm việc trong nhà hát, diễn xuất vai (trong số những người khác) Sidney Lipton trong God' Favorite, Mushnik trong Little Shop Of Horrors, Tiến sĩ Zubritsky trong Fool của Neil Simon và bá tước Count Otto Von Bruno trong Bullshot Crummond. Chủ yếu được biết đến với vai trò diễn viên lồng tiếng, một số vai trò của ông bao gồm Boris The Cosmonaut Monkey trong Brandy & Mr. Whiskers, Daddy Bailey trong Xiaolin Showdown và Jack M. Crazyfish trong SpongeBob SquarePants.. Giọng nói của ông cũng có thể nghe được trên rất nhiều các trò chơi video, chẳng hạn như cầu Rainbow 6: Lockdown, Assassin's Creed II, F.E.A.R. và Bioshock, trong số các vai khác. Anh đã tiếp nhận vai trò của Avatar: The Last Airbender sau cái chết của diễn viên lồng tiếng gốc, Mako, có kỹ thuật Baldwin đã nghiên cứu trong những năm qua. Ông cũng lồng tiếng cho Aku từ Samurai Jack cũng được lồng tiếng bởi Mako - Cartoon Network Universe: FusionFall và Jedi cổ Master Tera Sinube trên Star Wars: The Clone Wars. Gần đây, ông đã lên tiếng nhân vật Gilbert Gassenarl trong Valkyria Chronicles II.